# Marcin Białobłocki
Marcin Białobłocki, né le 2 septembre 1983 à Sokółka, est un coureur cycliste polonais. Son palmarès comprend notamment un titre de champion de Pologne du contre-la-montre obtenu en 2015.

## Biographie
En 2015, Marcin Białobłocki rejoint l'équipe continentale britannique ONE. Au mois de juin, il devient champion de Pologne du contre-la-montre. Au cours de ce même été, il s'illustre en remportant le contre-la-montre du Tour de Pologne, devant plusieurs coureurs du World Tour. En fin de saison, il termine neuvième du championnat du monde du contre-la-montre puis deuxième du Chrono des Nations-Les Herbiers-Vendée, deux épreuves remportées par le coureur biélorusse Vasil Kiryienka.
Sélectionné pour les championnats d'Europe de 2018, il se classe quinzième de l'épreuve contre-la-montre.
Fin juillet 2019, il est sélectionné pour représenter son pays aux championnats d'Europe de cyclisme sur route. Il s'adjuge à cette occasion la onzième place du contre-la-montre individuel.

## Palmarès
- 2009
  - Girvan Three Day Race
- 2011
  - Jock Wadley Memorial
  - 6e étape de l'An Post Rás
- 2012
  - 1re étape de l'An Post Rás
  - 2e de la Perfs Pedal Race
  - 2e du Jock Wadley Memorial
  - 2e du Lincoln Grand Prix
- 2013
  - Perfs Pedal Race
  - Classement général de l'An Post Rás
  - Hillingdon Grand Prix
  - 2e étape du Tour of Jamtland
  - 2e du Lincoln Grand Prix
- 2014
  - Wiltshire Grand Prix
  - 5e étape de l'An Post Rás
  - 3e du Lincoln Grand Prix
- 2015
  -  Champion de Pologne du contre-la-montre
  - Primavera Road Race
  - 2e étape du Tour of the Reservoir
  - 7e étape du Tour de Pologne (contre-la-montre)
  - 2e du Chrono des Nations-Les Herbiers-Vendée
  - 9e du championnat du monde du contre-la-montre
- 2016
  - 2e du championnat de Pologne du contre-la-montre
  - 9e du championnat d'Europe du contre-la-montre
- 2017
  - 1reb étape de la Semaine internationale Coppi et Bartali (contre-la-montre par équipes)
  - 2e du championnat de Pologne du contre-la-montre
- 2018
  -  Champion de Pologne du contre-la-montre en duo (avec Wojciech Ziółkowski)
  - Primavera Road Race
  - 2e du championnat de Pologne du contre-la-montre

## Résultats sur les grands tours

### Tour d'Italie
1 participation
- 2017 : 159e

## Classements mondiaux
| Année           | 2008 | 2009 | 2010 | 2011 | 2012 | 2013 | 2014 | 2015 | 2016 | 2017 | 2018 |
| --------------- | ---- | ---- | ---- | ---- | ---- | ---- | ---- | ---- | ---- | ---- | ---- |
| UCI Europe Tour | 974e | nc   | nc   | 446e | 433e | 192e | 528e | 158e | 603e | 878e | 992e |
| UCI Asia Tour   |      |      |      | 321e |      |      |      |      |      |      |      |